# Csillag Gyula
Etre-karcsai Csillag Gyula, Csillag Gyula József Béla (Kecskemét, 1851. augusztus 6. – Budapest, Józsefváros, 1926. augusztus 29.)  jogdoktor, a magyar földhitelintézet ügyésze, egyetemi rendkívüli tanár.

## Életútja
Atyja Csillag Benő megyei titkár volt, anyja Wohlfarth Antónia. Tanult Egerben, Budán és Pesten az egyetemen. 1874-ben jogdoktor és ügyvéd, 1876-ban a budapesti egyetemen a telekkönyvi rendtartás magántanára lett. 1872-től a magy földhitelintézet ügyésze volt. A kormány megbízásából utazásokat tett Németországban, Franciaországban és Belgiumban a jelzálogi intézmények tanulmányozása végett. Ezen alkalomból a párizsi Société de legislation comparé megválasztotta tagjává. 1883-ban egyetemi rendkivüli tanári címet nyert. Halálát szívizomelfajulás okozta.
Történelmi és jogtudományi cikkei a következő lapokban és folyóiratokban jelentek meg: Századok (1867–70.), Religio (1868.), Tanügyi Füzetek (1868–69.), Esti Lap (1869. belügyekkel foglalkozott), Századunk (1869. 151.), Jogtudom. Közlöny (1870. 1880. 1886–88.), Jog- és Államtudományi Folyóirat (1871.), Figyelő (1871.), Vasárnapi Ujság (1872.), Pesti Napló (1871. 9. 97. 190. 1875. 229–232. 1876. igazságügyi és politikai cikkek, ezek közt Odillon Barrot emlékiratainak ismertetése négy cikkben, 1877. 338. sz. Lanfrey Péter, az első császárság történetirója), Magyar Igazságügy (1876-tól), Nemzeti Hirlap (1879. 99. sz. Garnier Pagés emlékezete.), Nemzetgazdasági Szemle (1881. 1884. és 1889 óta), A Hét (1890. Colbert és kora.), Magyar Szemle (1891. Fenelon cambraii érsek mint szónok és iró); ezenfelűl még más lapokban és folyóiratokban.

## Munkái
- A régi magyar alkotmány és az 1848-iki és 1867-iki évek közjogi alkotásai. Pest, 1871. (Az egyetem jogi kara által koszorúzott mű. Ism. P. Napló 269. sz. Jogtud. Közlöny.)
- Az 1869–72. országgyűlésről. Tanulmány. Uo. 1873. (Julius álnévvel.)
- A nyilvánkönyvek közhitelessége. Bpest, 1876. (Különnyomat a M. Igazságügyből.)
- Telekkönyvi rendszerünk reformjáról. Uo. 1878. (Különnyomat a M. Igazságügyből.)
- A vizszabályozási s talajjavítási hitelügy jogi rendezéséről. Uo. 1882.
- A jelzálogi és telekkönyvi intézmények Nyugat-Európa főbb államaiban. Uo. 1882.
- A talajjavítási értéktöbbletről, mint külön hitel alapjáról. Uo. 1882. (Felolvasás a gazdakörben.)
- Telekkönyv és kataszter. Uo. 1884. (Különnyomat a Nemzetg. Szemléből.)
- Nézetek a telekkönyvi reformról. Uo. 1885. (Magyar Jogászegyleti Értekezések 24.)
- A királyi kisebb haszonvételek megváltásáról. Uo. 1888.
- Irányeszmék a reálhitel fejlesztése körűl. Uo. 1889. (Különny. a Nemzetg. Szemléből.)

Több rendbeli előadás s felolvasás a gazdakörben (1886. márc. 25.), a gazd. nagygyűlésen (1887. máj. 10.) és a gazd. egyletben (1888. ápr. 10.)